# عشق بعد از عشق
عشق بعداز عشق (به انگلیسی: Love After Love) (به فرانسوی: Après l'amour) یک فیلم رمانتیک فرانسوی ساخته سال ۱۹۹۲ میلادی به کارگردانی دایان کوریس و با بازی ایزابل هوپر است.

## نقش‌ها
- ایزابل هوپر - لولا
- برناد گیراده - دیوید
- ایپولیت ژیراردو - تام
- لیو - ماریانه
- یوان آتال - رومین
- جودیس روال - راشل
- انگرید هلد - آنا
- لوری کیلینگ - الیزابت
- مهدی جوسن - سیمون
- فلوریان بیلیون - اُلیور
- اوا کیلینگ - کارولین
- آنا گیراردوت - ژولیت
- فیلیپ چانی - مدیر